# سیارک ۱۹۴۲۵
سیارک ۱۹۴۲۵ (به انگلیسی: 19425 Nicholasrapp، نامگذاری:1998FW61) نوزده هزار و چهارصد و بیست و پنجمین سیارک کشف شده‌است که در ۲۰ مارس ۱۹۹۸ کشف شد.
قدر مطلق سیارک برابر ۱۶.۲ است.